# Hermann Hahn (Turner)
Hermann Hahn (* 1. Mai 1851 in Hamburg; † 17. September 1909 ebenda) war ein deutscher Turner und Turnfunktionär.

## Leben und Werk
Nach dem Besuch des Johanneums in Hamburg von 1864 bis 1872 studierte er Philologie und Geschichte an den Universitäten Leipzig und Göttingen und promovierte. 1882 erfolgte seine Berufung als Lehrer an das Realgymnasium nach Hamburg, wo er später zum Professor ernannt wurde. Bereits 1863 kam er in Hamburg mit der Turnbewegung in Kontakt und wurde schon bald aktiver Vorturner und nach entsprechender Ausbildung in Berlin 1875 Turnlehrer. 1885 übernahm er den Vorsitz des St. Pauli-Turnvereins in Hamburg. Er wurde 1884 Kreisvertreter des Turnkreises IV (Norden). Gleichzeitig wurde Hahn Mitglied des reichsweiten Ausschusses der Deutschen Turnerschaft, zu dessen stellvertretendem Schriftführer er später gewählt wurde. Durch eine Eingabe im Deutschen Reichstag trug er als Ausschussmitglied 1893 maßgeblich dazu bei, dass der Turnunterricht in den Schulen flächendeckend im gesamten Deutschen Reich eingeführt wurde. Er gab das Kreisblatt des IV. Turnkreises mehrere Jahre heraus. Mehrfach nahm er in führender Stellung an den internationalen Deutschen Turnfesten teil, so am XI. Deutschen Turnfest in Hamburg.